# Chic Johnson
Chic Johnson (født Harold Ogden Johnson; 15. marts 1891 i Chicago, USA, død 28. februar 1962) var
sammen med Ole Olsen (komiker) den ene halvdel af vaudeville-gruppen Olsen & Johnson.
Parret lavede en del film sammen.

## Film
1. Oh, Sailor Behave (1930)
2. 50 Million Frenchmen (1931)
3. Gold Dust Gertie (1931)
4. Country Gentlemen (1936)
5. All Over Town (1937)
6. Det glade vanvid (1941)
7. Ghost Catchers (1944)
8. See My Lawyer (1945)
9. Four Star Revue (TV serie 1950)
10. The Steve Allen Show (TV Serie 1956–1960)